# Вольненский сельский совет (Великописаревский район)
Вольня́нский либо Во́льненский се́льский сове́т (укр. Вільненська сільська рада) — входил до 2020 года в состав
Великописаревского района
Сумской области
Украины.
Административный центр сельского совета находился в 
с. Вольно́е
.

## История
- ? — дата образования Вольня́нского сельского Совета депутатов трудящихся.
- После 17 июля 2020 года в рамках административно-территориальной «реформы» по новому делению Сумской области[2][3] данный сельский совет, как и весь Великописаревский район, был ликвидирован; входящие в него населённые пункты и его территории были присоединены к … территориальной общине (укр. громаде) Ахтырского района Сумской области.

## Населённые пункты совета
- с. Вольное (ранее - город Во́льный, Вольно́й)
- с. Дру́жба
- с. Езде́цкое
- с. Стани́чное
- с. Широ́кий Бе́рег
- с. Шурово